# Controversia sulle dichiarazioni di Benedetto XVI in materia di lotta all'AIDS
La controversia sulle dichiarazioni di papa Benedetto XVI in materia di lotta all'AIDS è scoppiata il 17 marzo 2009, quando Benedetto XVI, in occasione del suo viaggio in Camerun ed Angola (il suo primo viaggio apostolico in Africa), interrogato dal giornalista francese Philippe Visseyrias a proposito delle posizioni della Chiesa cattolica sul tema della lotta all'AIDS, ha dichiarato che la distribuzione dei preservativi non permetterebbe di superare il problema, ma anzi lo aggraverebbe:
(sbobinatura riportata dall'ANSA)
Questa dichiarazione ha suscitato sconcerto nella comunità internazionale,
e provocato numerosissime reazioni critiche da parte di uomini politici, opinionisti, scienziati, personale impiegato nella lotta all'AIDS di tutto il mondo.

La questione ha avuto anche ripercussioni sul piano diplomatico, quando su sollecitazione del proprio organo legislativo il Regno del Belgio, in conseguenza di una risoluzione della sua Camera dei Rappresentanti, ha richiesto mediante il proprio ambasciatore presso la Santa Sede di inoltrare una protesta formale per «condannare le dichiarazioni inaccettabili del Papa»;
la Chiesa ha preso atto «con rammarico» di questo passo «inconsueto», deplorando il fatto che «un'Assemblea Parlamentare abbia creduto opportuno di criticare il Santo Padre sulla base di un estratto d'intervista troncato e isolato dal contesto».
Entro dicembre è atteso il voto del legislativo spagnolo su una mozione di condanna col medesimo testo di quella approvata dal legislativo belga.

Nei dispacci ufficiali che davano conto dell'intervista del 17 marzo, il Vaticano ha poi ripetutamente modificato le parole del Papa, raccogliendo per questo ulteriori critiche a livello internazionale;
in ragione di ciò nei media sono circolate e circolano tuttora differenti versioni di quella dichiarazione; la Santa Sede dà come versione ufficiale una frase che si discosta in più punti da quella realmente pronunciata dal Papa: «Direi che non si può superare questo problema dell’Aids solo con soldi, pur necessari, ma se non c’è l’anima, se gli africani non aiutano (impegnando la responsabilità personale), non si può superarlo con la distribuzione di preservativi: al contrario, aumentano il problema.».

## Reazioni del mondo politico
Le reazioni politiche sono state immediate e particolarmente vivaci in Europa, dove le dichiarazioni del Papa hanno suscitato la «viva inquietudine», la «costernazione» e l'«indignazione» di numerosi esponenti politici.

### Reazioni in Francia
In Francia, le dichiarazioni del Papa sono state accolte da pesanti critiche provenienti da quasi tutto l'arco parlamentare.
In ambiente governativo, Eric Chevallier, portavoce del ministro degli esteri francese, aveva dichiarato sin dal 18 marzo: «la Francia esprime la sua più viva inquietudine per le conseguenze delle dichiarazioni di Benedetto XVI. [...] Anche se non è nostro compito giudicare la dottrina della Chiesa, crediamo che tali dichiarazioni mettano a rischio le politiche della salute pubblica e gli imperativi di protezione della vita umana»; il ministro degli Esteri Bernard Kouchner parlava più tardi di «una posizione che rivela poca comprensione della reale situazione dell'Africa»; il sottosegretario ai diritti umani Rama Yade ha definito le parole del Pontefice come «dichiarazioni regressive».

Nella maggioranza l'ex-premier Alain Juppé, presidente fondatore dell'UMP, ha dichiarato: «questo Papa comincia a rappresentare un vero problema: vive in una situazione di totale autismo»; mentre Roselyne Bachelot, ministro della Salute, ha giudicato le parole del Papa «assolutamente catastrofiche e totalmente irresponsabili».

Nell'opposizione per il segretario del Partito Comunista Francese, Marie-George Buffet, si è trattato di parole «irresponsabili» e «criminali»; in un comunicato il Partito Socialista Francese ha parlato di «parole che dimostrano ignoranza degli imperativi di salute pubblica; il Papa rappresenta sempre peggio i cattolici legati ai valori di tolleranza e umanità»; Daniel Cohn-Bendit ha affermato «è quasi un omicidio premeditato, adesso ne abbiamo abbastanza di questo papa». L'unica eccezione è stata la posizione di Jean-Marie Le Pen, leader del Fronte Nazionale, che si è espresso in difesa dell'«autorità del pontefice».
Dopo aver ascoltato la risposta della Chiesa alle obiezioni mosse, il governo francese ha confermato le sue critiche e ribadito la sua posizione in materia di lotta all'AIDS, sempre per bocca di Chevallier, che, il 24 marzo, ha dichiarato: «non abbiamo mai detto che il preservativo sia l'unica soluzione del problema. Ce ne sono altre: l'assistenza medica, l'assistenza sociale, i test per individuare la presenza del virus, il sostegno psicologico. Ma il preservativo fa parte di queste risposte. Tutti i discorsi che vanno in una direzione diversa, per di più fatti da una persona di enorme influenza, vanno contro l'interesse della salute pubblica».

### Reazioni in Belgio
Il 18 marzo Laurette Onkelinx, ministro della Sanità belga, esprimeva «sorpresa e costernazione» per le parole del Papa, considerate il «riflesso una visione dottrinaria pericolosa», e potenzialmente in grado di «pregiudicare anni di prevenzione e sensibilizzazione mettendo a rischio molte vite umane».
In Belgio la questione ha avuto ulteriori sviluppi. Il 3 aprile la Camera dei Rappresentanti ha approvato con una maggioranza di oltre i tre quarti dei deputati (95 voti a favore, 18 contrari e 7 astensioni) una risoluzione di protesta ufficiale, che definiva le dichiarazioni del Papa «inaccettabili». A favore della mozione si esprimevano quasi tutti i gruppi parlamentari, dai cristiano-democratici fiamminghi ai centristi francofoni, dai socialisti ai liberali, mentre contro di essa votavano le formazioni di estrema destra ed i nazionalisti.

Lo stesso premier Herman Van Rompuy, nel suo intervento al parlamento belga, dichiarava che «non spetta al Papa mettere in dubbio le politiche della sanità pubblica, che godono di unanime sostegno e ogni giorno salvano delle vite».
In ottemperanza con la risoluzione, il 15 aprile l'ambasciatore belga presso il Vaticano si è recato da mons. Dominique Mamberti, sottosegretario per le relazioni con gli Stati, al fine di «condannare le dichiarazioni inaccettabili del Papa in occasione del suo viaggio in Africa e di protestare ufficialmente presso la Santa Sede».

La Segreteria di Stato ha dichiarato di «prende[re] atto con rammarico di tale passo, inconsueto nelle relazioni diplomatiche tra la Santa Sede e il Regno del Belgio» e ha deplorato ufficialmente che un'«assemblea parlamentare abbia creduto opportuno di criticare il Santo Padre, sulla base di un estratto d'intervista troncato e isolato dal contesto».

### Reazioni in Germania
Il 18 marzo, in un comunicato stampa congiunto i ministri Ulla Schmidt (salute) e Heidemarie Wieczorek-Zeul (cooperazione economica e sviluppo) affermavano che nella lotta all'AIDS «i preservativi giocano un ruolo decisivo» e «salvano la vita, tanto in Europa quanto in altri continenti», e che «una moderna cooperazione allo sviluppo deve dare ai poveri l'accesso ai mezzi di pianificazione familiare e tra questi rientra in particolare anche l'impiego dei preservativi; tutto il resto sarebbe irresponsabile».

### Reazioni in Spagna
Il 18 marzo José Martinez Olmos, segretario generale alla Sanità spagnolo, dichiarava all'agenzia Europa Press che papa Benedetto XVI sarebbe stato «molto mal consigliato» nell'affermare che i preservativi non siano la soluzione per vincere la lotta contro l'AIDS e per questo avrebbe dovuto «intonare un mea culpa»; riferendosi sempre a Benedetto XVI ha aggiunto: «parlando in questo modo sta dando un messaggio contrario all'evidenza scientifica e quindi converrebbe una rettifica».
Il governo socialista di José Luis Zapatero, che da tempo aveva intrapreso una campagna interna volta a favorire dell'uso del preservativo, ha dunque annunciato l'intenzione di inviare in Africa un milione di preservativi al fine di contribuire a frenare l'espansione dell'Aids e di promuoverne la prevenzione.
In particolare, in un comunicato del ministero della Sanità il preservativo era poi definito «uno strumento di dimostrata efficacia per impedire il propagarsi» dell'AIDS, e si affermava che, poiché nei paesi in via di sviluppo «le nuove infezioni crescono a un ritmo 2,5 volte superiore alla disponibilità di risorse sanitarie» e le terapie antiretrovirali «raggiungono solo il 40% della popolazione malata [...] la prevenzione è la grande alleata per frenare l'epidemia».

### Reazioni della Commissione dell'Unione europea
Il 18 marzo John Clancy, portavoce del commissario dell'Unione europea allo Sviluppo ed agli aiuti umanitari Louis Michel, affermava che «il preservativo è uno degli elementi essenziali nella lotta contro l'Aids e la Commissione ne sostiene la diffusione e l'uso corretto», aggiungendo che «la funzione dei preservativi come uno degli elementi nella lotta contro l'Hiv/Aids è ben nota. [...] La Commissione considera che ci siano chiare prove scientifiche che confermano il ruolo di prevenzione del preservativo nella diffusione dell'Aids, pertanto ne sostiene attivamente l'uso, soprattutto in Africa e nei paesi in via di sviluppo dove l'Aids rappresenta un'emergenza».

## Reazioni delle organizzazioni impegnate nella lotta all'AIDS
Sin dal primo giorno numerose organizzazioni umanitarie e istituzioni internazionali hanno espresso imbarazzo o indignazione per le dichiarazioni del Papa.
Il professor Michel Kazatchikine, direttore esecutivo del Fondo mondiale per la lotta contro l'HIV/AIDS, la tubercolosi e la malaria (noto anche con la denominazione inglese The Global Fund), in un'intervista a Radio France Inter si è detto «profondamente indignato», dichiarando in particolare: «queste parole sono inaccettabili. È una negazione dell'epidemia. E dire queste cose in un continente come l'Africa dove, sfortunatamente, il 70% delle persone sono affette dall'Aids, è assolutamente incredibile. [...] Chiedo che queste parole vengano ritirate, in modo chiaro e inequivocabile».
L'UNAids, l'Agenzia delle Nazioni Unite per la lotta all'AIDS, ha affermato che la distribuzione di preservativi rappresenta una risposta importante ai fini della prevenzione della malattia.
Christian Aid, associazione britannica e religiosa, una delle organizzazioni di beneficenza più grandi al mondo, ha dichiarato all'AFP per bocca del suo supervisore alle relazioni con i media internazionali ed esperta di questioni africane Judith Melby che «le parole del Papa mandano un messaggio che crea confusione in un luogo come l'Africa, dove la Chiesa cattolica è molto importante; [...] l'astinenza è una parte importante nell'insieme delle misure, ma [...] non è l'unico modo per combattere la diffusione del virus dell'HIV».
La Oxfam ricordando l'«enorme influenza» del Papa, ha dichiarato per bocca dell'esperta di HIV e AIDS Mohga Kamal-Yanni che «la disponibilità dei preservativi per combattere l'Hiv è assolutamente cruciale» specie per «evitare nuovi casi di infezione tra i giovani».
Per l'ONG britannica Action Aid «25 anni di ricerca scientifica dimostrano che i preservativi salvano vite. Il Papa dovrebbe riconoscere questo fatto, invece di impedire alle persone di vivere dignitosamente di fronte alla minaccia dell'Hiv e dell'Aids».
L'ONG francese Medecins du Monde si è definita «molto arrabbiata» ed ha sostenuto che «anni di lavoro vengono rimessi in discussione e soprattutto milioni di persone saranno contaminate a causa di queste dichiarazioni».
Il professor Jean-Francois Delfraissy, direttore dell'Agenzia nazionale (francese) delle ricerche sull'AIDS, si è espresso in termini di «catastrofe».
Sidaction, un'organizzazione francese che opera sul campo nella lotta all'AIDS, ha sostenuto che l'importanza dell'uso preservativo è ben nota anche tra le associazioni religiose: «dovunque, in Africa, lavoriamo con religiosi e religiose, che sanno bene che il preservativo è l'unico strumento di prevenzione».
Alain Fogué, esponente del Mocpat (il Movimento camerunese per chiedere l'accesso alle cure) ha previsto che: «la gente non seguirà quanto ha detto il Papa», perché «lui vive in cielo e noi sulla terra», chiedendo ironicamente: «il Papa vive nel XXI secolo?».
Una coalizione di associazioni del Malawi ha dichiarato: «nonostante le posizioni del Papa sul preservativo, il loro utilizzo è in aumento in Malawi. [...] Senza i preservativi il Malawi morirebbe».

## Reazioni del mondo cattolico
«Quella sull'uso del preservativo è una riflessione difficilmente recepibile nell'opinione pubblica occidentale. Certamente è il male minore in caso di pericolo di vita, ma non può essere la soluzione», ha commentato il vescovo Stalislav Lalanne in un'intervista alla rete LCI. Il quotidiano cattolico La Croix ha espresso una posizione critica: «Per non aggiungere male al male è necessario proteggersi e proteggere l'altro».
Il vescovo ausiliare di Amburgo Hans Jochen Jaschke, in un articolo per il settimanale Die Zeit, sosteneva che «chi ha l'Aids, è sessualmente attivo e cerca partner differenti deve proteggere gli altri e sé stesso [....] I preservativi possono proteggere, anche se spesso gli uomini li rifiutano».

## Reazioni dei media
Un editoriale di Le Monde del 19 marzo ha sostenuto che «nessuno ritiene che il preservativo sia la soluzione del problema, ma affermare che possa aggravare la pandemia è gravissimo e irresponsabile. È una fuga davanti alla realtà, mentre la schiacciante maggioranza delle organizzazioni umanitarie, comprese quelle cattoliche, fanno del preservativo uno degli strumenti privilegiati della prevenzione».
Da parte cattolica Avvenire ha pubblicato un articolo in cui riportava conferme scientifiche delle affermazioni del Papa.

## Reazioni del mondo scientifico

### L'editoriale del Lancet
Nel suo editoriale dal titolo "Redemption for the Pope?", pubblicato il 28 marzo 2009 a firma di tutta la testata, la rivista medica britannica The Lancet ha qualificato la dichiarazione del Papa come «pubblicamente distorcente l'evidenza scientifica», «scientificamente falsa e potenzialmente devastante per la salute di milioni di persone».
L'editoriale per prima cosa riassume brevemente la controversia, sostenendo che in conseguenza delle «oltraggiose ed estremamente inaccurate» parole del Papa «il Vaticano ha subito l'impeto di una quantità senza precedenti di disapprovazione» da parte della «comunità internazionale».

Quindi si afferma che:
(The Lancet, Editorial, Volume 373, Issue 9669,  Page 1054, 28 March 2009)
L'editoriale del Lancet è stato ripreso dalle testate di tutto il mondo; in particolare la BBC, che a suo tempo ha dato molto risalto alla notizia, lo ha giudicato «di una virulenza senza precedenti».

### Reazioni di apprezzamento o non critiche
In una lettera su Le Monde a firma di uno psicanalista, un ginecologo, due epidemiologi (di cui uno professore di medicina) ed un'operatrice umanitaria, il discorso di Benedetto XVI è stato definito «realistico e giusto». A supporto delle affermazioni del Papa vengono citati studi scientifici sulla diffusione dell'HIV e sulla compensazione del rischio, per cui la percezione di sicurezza in un rapporto protetto favorirebbe la tendenza a vivere situazioni rischiose.
Il Lancet nel numero del 9 maggio pubblica numerose lettere in risposta all'editoriale sotto il titolo "Was the Pope Wrong?". In una di queste John Uebersax, stigmatizza l'attacco diretto al Papa, accusando l'editoriale di rappresentare in modo distorto le dichiarazioni del Papa, che non intenderebbero manipolare la scienza, ma avrebbero valore etico. Secondo Uebersax, le parole del Papa andrebbero lette «un'eccessiva enfasi sui preservativi e la conseguente sottovalutazione delle questioni dello spirito ("se non c'è l'anima"), delle virtù personali, della continenza favorisce un atteggiamento eccessivamente disinvolto verso il sesso extraconiugale, che è la maggiore causa dell'epidemia dell'AIDS».
Tuttavia, sono gli scienziati delle prestigiose Università di Harvard e dell'Imperial College London nel febbraio 2011 a dire che le dichiarazioni del papa sulla lotta all'AIDS hanno un fondamento scientifico ed epidemiologico. Secondo gli studi recenti in materia della diffusione dell'AIDS in Africa effettuati da questi studiosi, si osserva nelle zone dove la diffusione dei profilattici è più capillare una maggiore incidenza dell'AIDS. Questo perché, secondo gli scienziati, l'uso del profilattico dà alle coppie una illusoria sensazione di protezione completa, che però non corrisponde alla realtà dato che l'efficacia del profilattico non è totale ma del 90%; di conseguenza, l'elevato numero di partner aumenta di molto la possibilità di contrarre il virus nonostante l'utilizzo del condom. In conclusione, Gli scienziati osservano che la diffusione del condom non accompagnata da una promozione dell'educazione alla sessualità responsabile si associa a un aumento del contagio, e che gli unici due stati al mondo che hanno ridotto il numero di sieropositivi solo grazie alla diffusione del condom sono Thailandia e Cambogia, molto probabilmente perché nell'Indocina le modalità di contagio sono epidemiologicamente molto diverse da quelle del continente africano.
Il 29 marzo il Washington Post ha pubblicato un op-ed intitolato "il Papa potrebbe avere ragione", firmato dall'antropologo americano Edward Green, uno dei medici e scienziati che ha collaborato allo studio sulla diffusione dell'AIDS in Africa prima citato. In esso Green affermava che «l'attuale evidenza sperimentale supporta [il Papa]»; poi chiariva che il suo discorso era limitato allo scenario africano; infine si dichiarava a favore della distribuzione dei preservativi, che però sarebbe sempre da adottare come strategia di supporto nella lotta all'AIDS, mentre indicava nella educazione alla fedeltà e alla monogamia la strategia principale per limitare la diffusione del virus in Africa.
Intervistato lo stesso giorno dalla BBC, al giornalista che gli chiedeva un chiarimento circa le affermazioni «i preservativi dovrebbero essere sempre una strategia di supporto [nella lotta all'AIDS]» ed «i preservativi peggiorano il problema [dell'AIDS]» e quale delle due fosse corretta, Green rispondeva che la diffusione del profilattico doveva essere subordinata ad una strategia di educazione alla fedeltà e alla monogamia, e che senza quest'ultima la promozione del condom poteva peggiorare la diffusione del virus.

## Rielaborazioni delle parole del Papa nella trascrizione ufficiale dell'intervista
Nel pubblicare ufficialmente la trascrizione integrale dell'intervista, il Vaticano ha riportato le parole del Papa in maniera diversa.

Una prima rielaborazione, di importanza marginale, ha riguardato la parola «preservativi», sostituita temporaneamente con «profilattici».

Il giorno successivo alle dichiarazioni, sul bollettino e sul sito della Santa Sede vengono riportate queste parole:
(versione ufficiale del 18 marzo)
Al di là delle correzioni grammaticali e di stile, le modifiche apportate sono:
- "soldi" diventa "slogan pubblicitari";
- i sintagmi "sono necessari" (il cui soggetto originario era "soldi") e "che sa applicarli" (il cui soggetto era "l'anima") vengono rimossi;
- "non aiutano" (il cui soggetto originario era "soldi") diventa "se gli africani non si aiutano";
- "aumentano il problema" diventa "il rischio è di aumentare il problema".

Dopo varie modifiche, viene presentato il testo definitivo:
(versione ufficiale definitiva, corsivo del testo originario)
Le principali differenze con le parole realmente pronunciate dal Papa sono:
- il "non aiutano", inizialmente riferito a "soldi", che viene attribuito al soggetto "gli africani" che il Papa non ha mai nominato e che viene introdotto ex novo;
- l'inciso "(impegnando la responsabilità personale)", anch'esso introdotto ex novo e mai pronunciato.

Luigi Castaldi ha sostenuto che "i due incisi («con slogan pubblicitari» e «impegnando la responsabilità personale») operano una torsione sul soggetto (i preservativi) che dopo i due punti si trova ad essere un altro (gli africani). A questo punto, non sono più i preservativi che «aumentano il problema», ma «gli africani» (se cedono al messaggio degli «slogan pubblicitari» e non impegnano «la responsabilità personale»)".

### Articoli
- La Ue replica al Papa sui preservativi: "Sono essenziali nella lotta all'Aids", in Corriere della Sera online, 18 marzo 2009. URL consultato il 9 agosto 2009.
- Francia e Germania criticano il Papa sull'Aids "Preoccupano frasi sul preservativo", in Repubblica online, 18 marzo 2009. URL consultato il 9 agosto 2009.
- Carlo Marroni, Ue: "Per combattere l'Aids essenziali i preservativi", in Sole24Ore online, 18 marzo 2009. URL consultato il 9 agosto 2009.
- Africa; Spagna: Papa "faccia mea culpa", e invia 1 mln condom [collegamento interrotto], in Il Riformista, 18 marzo 2009. URL consultato il 9 agosto 2009.
- Aids, il Papa: "I preservativi non combattono l'epidemia, ma aumentano i problemi" [collegamento interrotto], in l'Unità on line, 18 marzo 2009. URL consultato l'11 settembre 2009.
- Andrea Tornielli, Sui preservativi l’Europa attacca il Papa, in ilGiornale, 19 marzo 2009. URL consultato il 13 agosto 2009.
- Le Monde: “Papa Benedetto XVI è un irresponsabile”, in InviatoSpeciale, 19 marzo 2009. URL consultato il 9 agosto 2009 (archiviato dall'url originale il 22 marzo 2009).
- Massimo Nava, Aids e preservativi, l'Europa critica il Papa, in Corriere della Sera, 19 marzo 2009,  p. 8. URL consultato il 9 agosto 2009 (archiviato dall'url originale il 1º gennaio 2016).
- Alessandra Arachi, Gesù e i condom, polemiche su "Le Monde", in Corriere della Sera, 19 marzo 2009,  p. 19. URL consultato il 9 agosto 2009 (archiviato dall'url originale il 1º gennaio 2016).
- Il Papa in Africa, ancora polemiche su condom e Aids. Ue: “Preservativi essenziali”, in Panorama.it, 19 marzo 2009. URL consultato il 17 agosto 2009 (archiviato dall'url originale il 22 aprile 2009).
- L'Economist: "Le frasi del Pontefice un danno per i cristiani", in Corriere della Sera, 20 marzo 2009,  p. 20. URL consultato il 9 agosto 2009 (archiviato dall'url originale il 1º gennaio 2016).
- Marc Lazar, Gli strani silenzi sul Papa e i profilattici, in Repubblica, 23 marzo 2009,  p. 1. URL consultato il 9 agosto 2009.
- Comunicato della Segreteria di Stato, 17.04.2009, Libreria Editrice Vaticana, aprile 2009, vaticano2. URL consultato il 14 agosto 2009 (archiviato dall'url originale il 20 aprile 2009).
- Massimo Nava, Il Papa e l'Aids La Francia insiste: così va contro la salute pubblica, in Corriere della Sera, 25 marzo 2009,  p. 20. URL consultato il 9 agosto 2009 (archiviato dall'url originale il 1º gennaio 2016).
- Bruno Bartoloni, Lancet contro il Papa sul no al preservativo, "Manipola la scienza", in Corriere della Sera, 28 marzo 2009,  p. 19. URL consultato il 9 agosto 2009 (archiviato dall'url originale il 1º gennaio 2016).
- Marco Politi, Campagna mediatica contro il Papa, il Vaticano condanna il Belgio, in Repubblica, 18 aprile 2009,  p. 6. URL consultato il 9 agosto 2009.

### Documenti ufficiali
- Intervista concessa dal Santo Padre Benedetto XVI ai giornalisti durante il volo verso l'Africa; Volo Papale, Martedì, 17 marzo 2009, su vatican.va, Libreria Editrice Vaticana, marzo 2009. URL consultato l'8 agosto 2009.
- Comunicato della Segreteria di Stato, 17.04.2009, su 212.77.1.245, Libreria Editrice Vaticana, aprile 2009. URL consultato l'8 agosto 2009 (archiviato dall'url originale il 22 aprile 2009).

### Pubblicazioni
- (EN) Redemption for the Pope?, in The Lancet, vol. 373, n. 9669, 23 marzo 2009,  p. 1054, DOI:10.1016/S0140-6736(09)60627-9. URL consultato l'8 agosto 2009.